# Salix boothii
Salix boothii là một loài thực vật có hoa trong họ Liễu. Loài này được Dorn miêu tả khoa học đầu tiên năm 1975.

## Hình ảnh

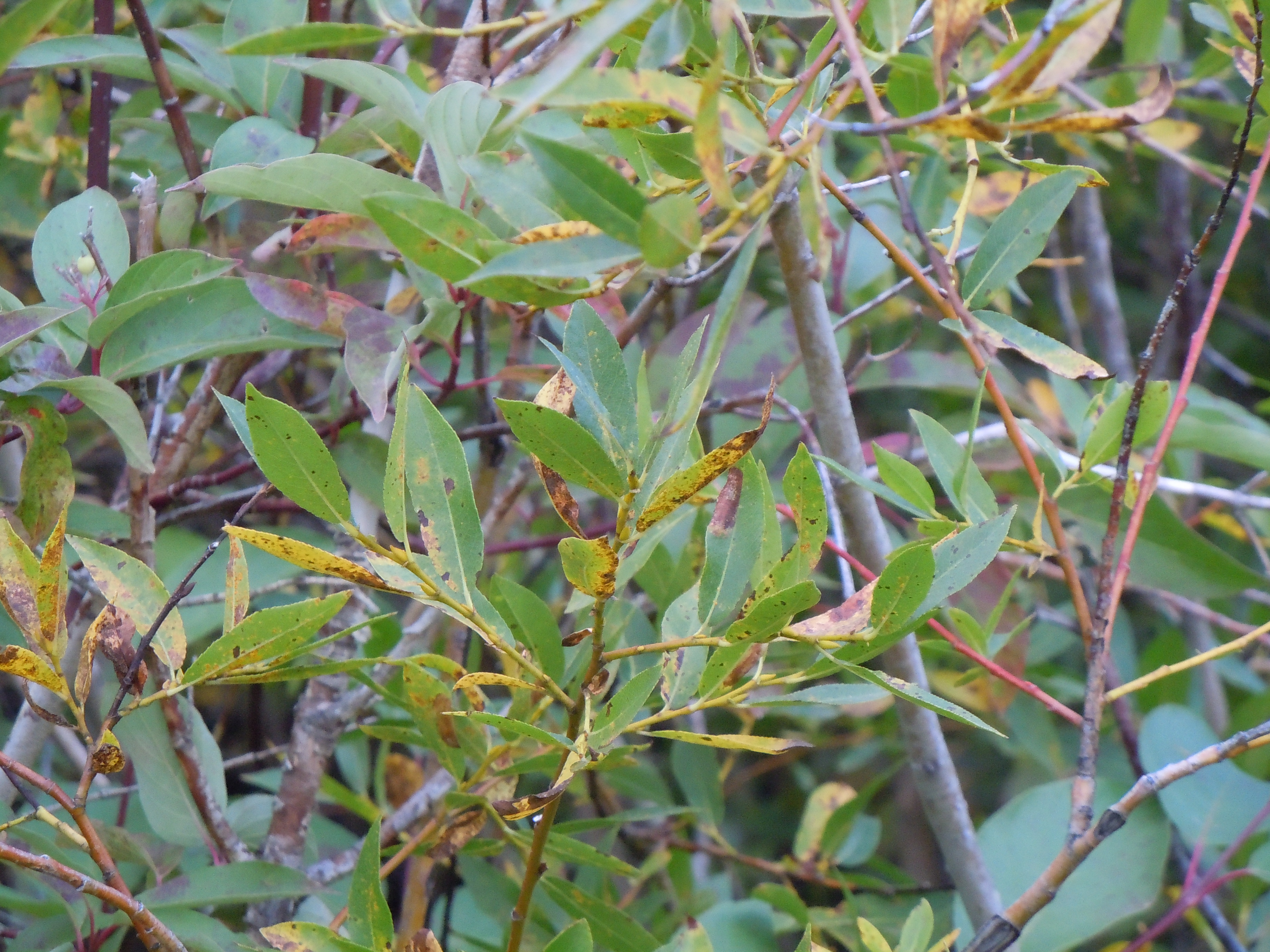
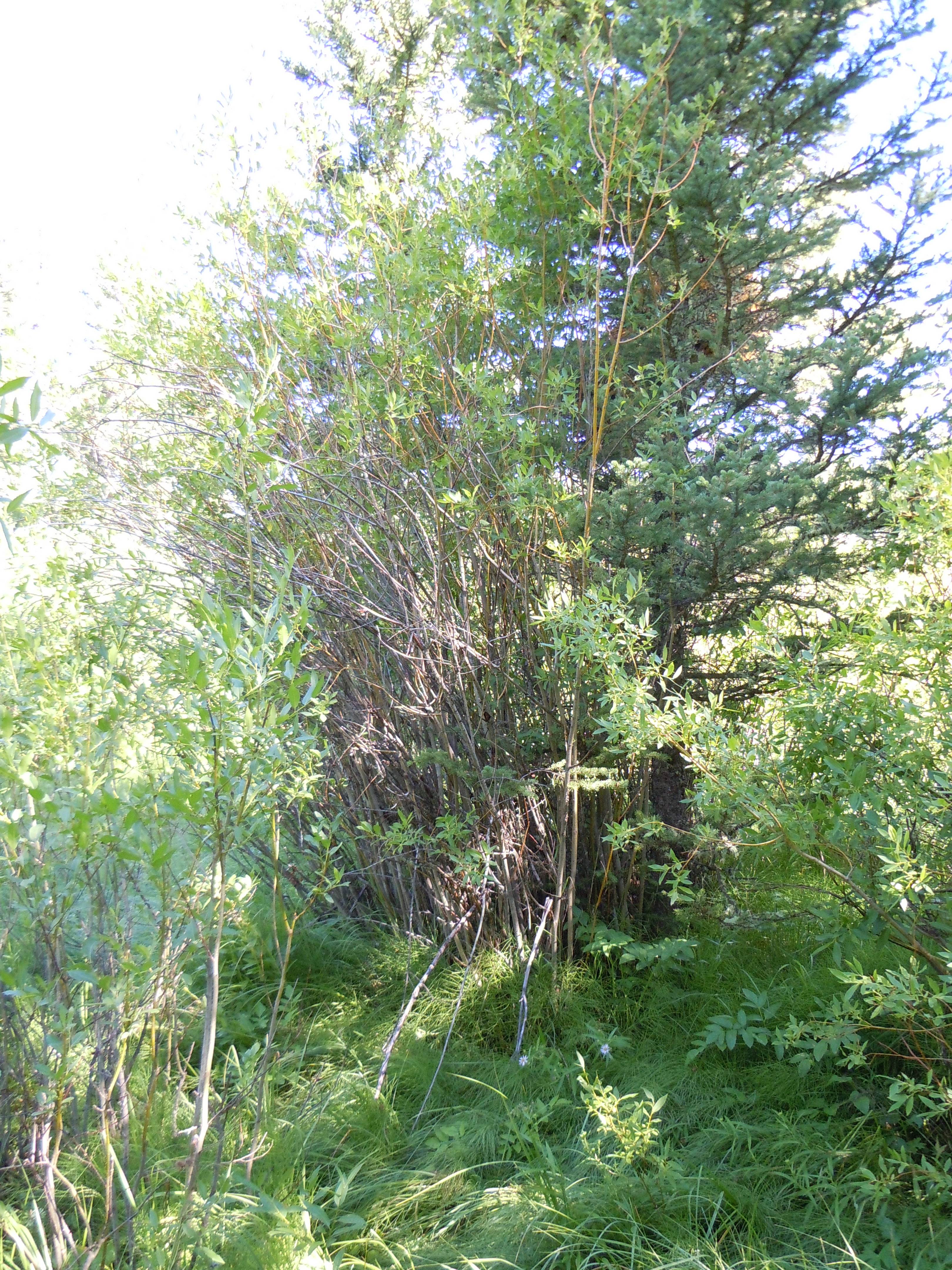
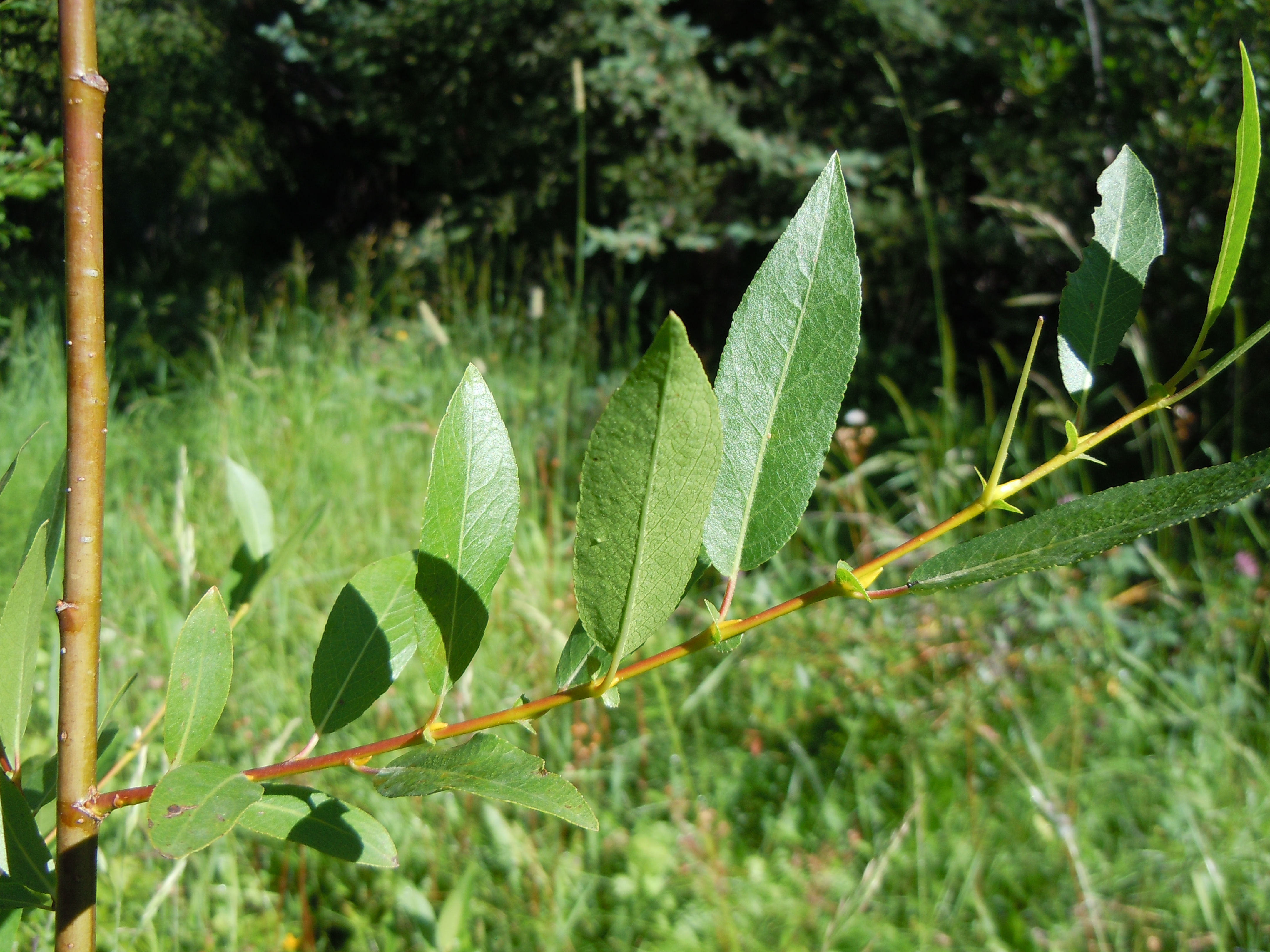
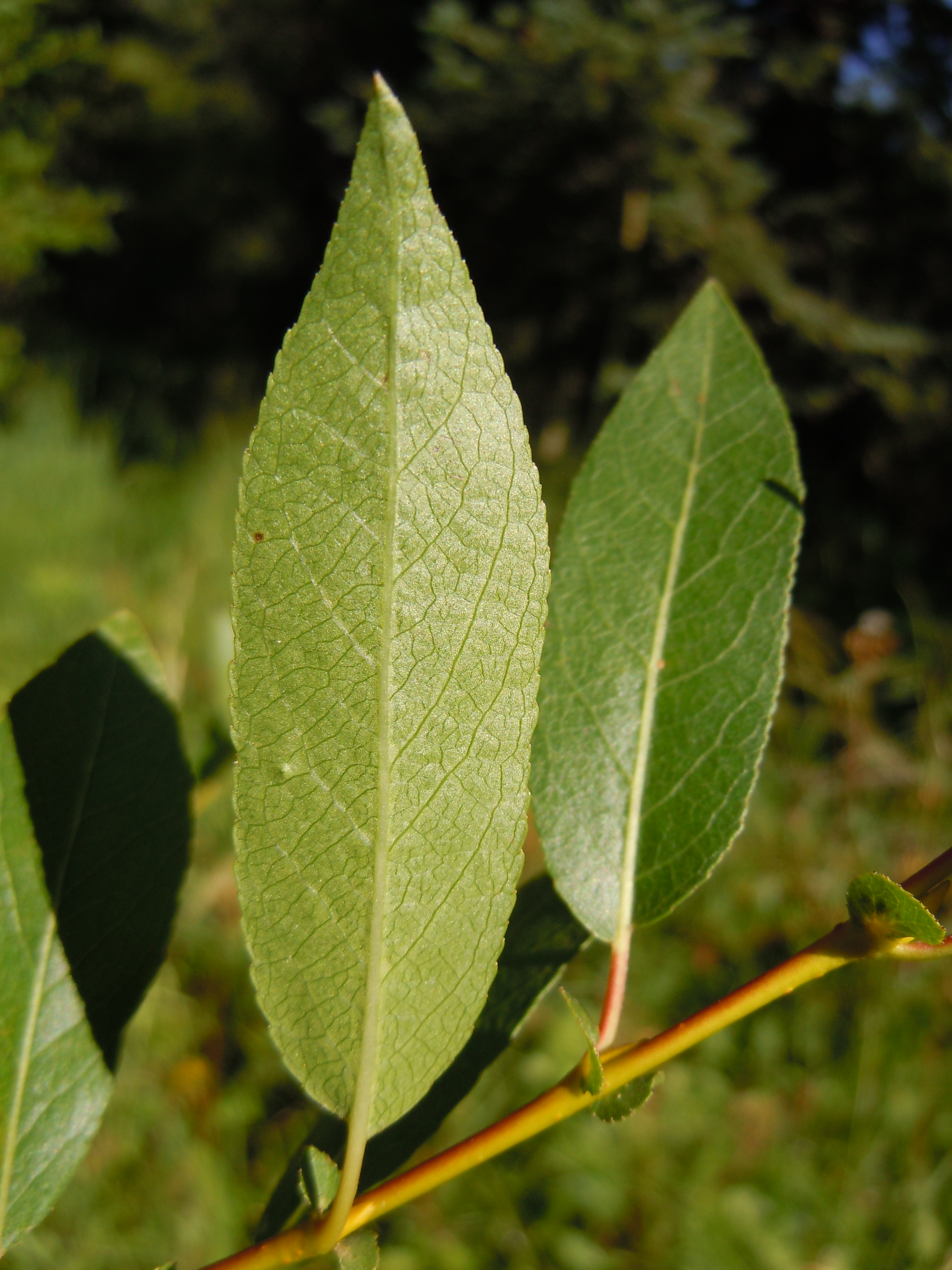